# The Sketchbook
『The Sketchbook』は、篠原健太による日本の漫画作品を原作としたテレビアニメ『SKET DANCE』より生まれたスリーピースバンド。2011年より活動開始。所属事務所はコペル、音楽レーベルはavex picturesに所属。2015年3月の公演をもって解散した。

## 概要
『SKET DANCE』の作中にて「カイメイ・ロック・フェスティバル」に出場するスケット団3人のバンドシーンを実際に演奏するミュージシャン、および演奏する楽曲を選出するオーディション企画、「The Sketchbook Project」より生まれたバンド。演奏ミュージシャンについては、ベース・ボーカルの藤崎佑助役、ギターの鬼塚一愛役、ドラムの笛吹和義役それぞれへの応募者の中から、アニメ公式サイトにおける視聴者の投票により3名が選出された。
選出メンバーは劇中バンド「The Sketchbook」として、アニメ第17話「スケッチブック」内で「道」およびthe pillowsの「Funny Bunny」のカバー曲の2曲を披露した。その後は、「The Sketchbook」としてavex entertainmentに所属し、その後は2ndOP・EDと4thOP・6thOP・5thED・最終話EDなどを担当した。第25話・第37話・第48話ではそれぞれ「キヲク」・「HERO」・「Birthday」をEDとして担当。

## 来歴
2011年
- 5月～6月に行われた「The Sketchbookバンドメンバーオーディション」の末、メンバーが決定し、多田・小原・渡邉の3人で結成。
- 9月28日に1st・2ndシングル「道」・「クローバー」を同時発売。
- 10月6日、「1万ダウンロード&1万メッセージ達成できなければ解散!」に無事乗り切り、バンド存続が決定する。

2012年
- 2月1日、3rdシングル「Message」を発売。『SKET DANCE』の4thOPとして起用された[1]。
- 5月30日、4thシングル「Colors／Birthday」を発売。グループ初の両A面シングルとなった。
- 7月25日、1stアルバム「Sketchbook」を発売。
- 9月26日、5thシングル「Clear」と2ndアルバム『Re:Action』を発売。

2013年
- 1月30日、6thシングル「スプリット・ミルク／REFLECT」を発売。
- 3月20日、1stライブDVD「The Sketchbook 1st Anniversary　Sketchbook～みんなで描く未来の絵～」を発売。
- 6月19日、7thシングル「クラック／21」を発売。
- 7月31日、3rdアルバム「12[2]」を発売。
- 9月25日、8thシングル「明日へ／Exit」発売。

2014年
- 1月29日、9thシングル「そこに君がいる」を発売。

2015年
- 1月30日、公式サイトにおいて、同年3月23日のラストライブをもって解散することを発表[3]。
- 3月23日、The Sketchbook LAST LIVE "ハジマリノウタ"の公演をもって解散。

## メンバー
多田宏 （ただ ひろし、1988年2月1日 - ）
ボーカル・ベース担当。A型。身長171cm。ニックネームはヒロピン。
趣味は作詞・作曲で、特技はスポーツ全般。
苦手な食べ物はトマトだがケチャップは大丈夫らしい。
2012年にはソロデビューも果たした（TVアニメ『バトルスピリッツ ソードアイズ』1stOP「Wild Card」）。
2015年からSwiftで活動している。
小原莉子 （こはら りこ、1990年2月3日 - ）
ギター担当。O型。身長156cm。ニックネームはリコピン。
趣味はコスプレで、特技は料理。
好きな食べ物はトマトで、公式ブログではよくトマトジュースを手にしながら写真に写ったりしている一方で、米が苦手である。2014年3月にはテレビアニメ「それいけ!アンパンマン」のネコ美ちゃん役、野菜嫌いの男の子役で声優デビューを果たした。2018年3月からは、メディアミックスプロジェクト『BanG Dream!』の女性バンド「RAISE A SUILEN」に加入し、ギタリストとして活動を再開。2019年2月には「RAISE A SUILEN」として日本武道館での単独ライブを果たしている。
渡邊悠 （わたなべ ゆう、1988年4月27日 - ）
ドラム担当。B型。身長173cm。ニックネームはグミ王子。
趣味は漫画を読むこと・スイーツを食べることで、特技はヨーヨー・低い声を出す事。
ニックネームから寄せられるとおり、グミが大好物であり、ライブを行うたびに、ファンから沢山の種類のグミを貰うらしい。
炭酸飲料は苦手である。
中学時代は吹奏楽部に入っており、この頃からドラムをやっていた。
現在はmoratoriumというユニットで活動中。

## ディスコグラフィ

### シングル
|        | 発売日        | タイトル                    | 規格品番     | 規格品番   | 最高位 |
| CD+DVD | 発売日        | タイトル                    | CD           |            | 最高位 |
| ------ | ------------- | --------------------------- | ------------ | ---------- | ------ |
| 1st    | 2011年9月28日 | 道                          | AVCA-49088/B | AVCA-49089 | 25位   |
| 2nd    | 2011年9月28日 | クローバー                  | AVCA-49094/B | AVCA-49095 | 31位   |
| 3rd    | 2012年2月1日  | Message                     | AVCA-49410/B | AVCA-49411 | 33位   |
| 4th    | 2012年5月30日 | Colors／Birthday            | AVCA-49659/B | AVCA-49660 | 56位   |
| 5th    | 2012年9月26日 | Clear                       | AVCA-49847/B | AVCA-49848 | 55位   |
| 6th    | 2013年1月30日 | スプリット・ミルク／REFLECT | AVCA-62232/B | AVCA-62233 | 84位   |
| 7th    | 2013年6月19日 | クラック／21                | AVCA-62462/B | AVCA-62463 | 73位   |
| 8th    | 2013年9月25日 | 明日へ／Exit                | AVCA-62925/B | AVCA-62926 | 99位   |
| 9th    | 2014年1月29日 | そこに君がいる              | AVCA-74206/B | AVCA-74207 | 106位  |
| 10th   | 2014年8月27日 | We will survive             | EYCA-10000/B | EYCA-10001 | 135位  |
| 11th   | 2014年10月8日 | REASON                      | AVCD-83114/B | AVCD-83115 | 46位   |

### アルバム
|        | 発売日        | タイトル                                              | 規格品番     | 規格品番   | 最高位 |
| CD+DVD | 発売日        | タイトル                                              | CD           |            | 最高位 |
| ------ | ------------- | ----------------------------------------------------- | ------------ | ---------- | ------ |
| 1st    | 2012年7月25日 | Sketchbook                                            | AVCA-49752/B | AVCA-49753 | 32位   |
| 2nd    | 2012年9月26日 | Re:Action                                             |              | AVCA-49868 | 70位   |
| 3rd    | 2014年2月26日 | 超新世代アニソンBEST！！2000年代編〜The Sketch Rock〜 | AVCA-74205   | 144位      |        |

### 参加作品
| 発売日   | タイトル                                                                      | 名義                        | 収録曲                   | 規格品番     | 規格品番   |
| 発売日   | タイトル                                                                      | 名義                        | 収録曲                   | CD+DVD       | CD         |
| 2011年   | 2011年                                                                        | 2011年                      | 2011年                   | 2011年       | 2011年     |
| -------- | ----------------------------------------------------------------------------- | --------------------------- | ------------------------ | ------------ | ---------- |
| 9月28日  | SKET DANCE カイメイ・ロック・フェスティバル                                   |                             | 道（TV size edit.）      |              | AVCA-49099 |
| 9月28日  | SKET DANCE カイメイ・ロック・フェスティバル                                   | Funny Bunny                 |                          |              | AVCA-49099 |
| 11月30日 | SKET DANCE オリジナルサウンドトラック ベストヒットKAIMEI                      | 道（TV size edit.）         | AVCA-49096               |              |            |
| 11月30日 | SKET DANCE オリジナルサウンドトラック ベストヒットKAIMEI                      | クローバー（TV size edit.） | AVCA-49096               |              |            |
| 2012年   |                                                                               |                             |                          |              |            |
| 8月29日  | 世界は屋上で見渡せた                                                          | SKET×Sketch                 | 世界は屋上で見渡せた     | AVCA-49813/B |            |
| 8月29日  | 世界は屋上で見渡せた                                                          | SKET×Sketch                 | 世界は屋上で見渡せた     | AVCA-49814   |            |
| 8月29日  | SKET DANCE キャラクターソング&オリジナルサウンドトラック サーヤと愉快な音楽集 |                             | Message（TV size edit.） | AVCA-49670   |            |

### 着うた
|     | 配信開始日    | タイトル    | 収録CD                    | 備考                               |
| --- | ------------- | ----------- | ------------------------- | ---------------------------------- |
| 1st | 2011年8月4日  | 道          | 1stシングル「道」         | 合計1万DL対象                      |
| 2nd | 2011年8月4日  | クローバー  | 2ndシングル「クローバー」 | 合計1万DL対象                      |
| 3rd | 2011年8月4日  | Funny Bunny | 1stシングル「道」         | 合計1万DL対象、the pillowsのカバー |
| 4th | 2011年9月28日 | キヲク      | 2ndシングル「クローバー」 |                                    |

## カバー
| Funny Bunny | テレビアニメ『SKET DANCE』挿入歌 | the pillowsのカバー | 1stシングル収録 |

## タイアップ一覧
| 楽曲               | タイアップ                                                                       | 時期   |
| ------------------ | -------------------------------------------------------------------------------- | ------ |
| 道                 | テレビアニメ『SKET DANCE』2ndOP                                                  | 2011年 |
| Funny Bunny        | テレビアニメ『SKET DANCE』第17話挿入歌                                           | 2011年 |
| クローバー         | テレビアニメ『SKET DANCE』2ndED                                                  | 2011年 |
| キヲク             | テレビアニメ『SKET DANCE』第25話ED                                               | 2011年 |
| HERO               | テレビアニメ『SKET DANCE』第37話ED                                               | 2011年 |
| Message            | テレビアニメ『SKET DANCE』4thOP                                                  | 2012年 |
| Birthday           | テレビアニメ『SKET DANCE』第48話ED                                               | 2012年 |
| Colors             | テレビアニメ『SKET DANCE』5thED                                                  | 2012年 |
| traveler           | テレビアニメ『SKET DANCE』第64話挿入歌                                           | 2012年 |
| Clear              | テレビアニメ『SKET DANCE』6thOP                                                  | 2012年 |
| Start up           | テレビアニメ『SKET DANCE』最終話ED                                               | 2012年 |
| スプリット・ミルク | 日本テレビ系『ハッピーMusic』POWER PLAY 日本テレビ系『音龍門』Baby Dragon's Gate | 2013年 |
| REFLECT            | SKET DANCEJC29巻同梱DVDテーマソング                                              | 2013年 |
| クラック           | 日本テレビ系『ミュージックドラゴン』6月度エンディングテーマ                      | 2013年 |
| 21                 | テレビアニメ『キングダム』第2期 1stED                                            | 2013年 |
| Exit               | テレビアニメ『キングダム』第2期 2ndED                                            | 2013年 |
| そこに君がいる     | テレビアニメ『キングダム』第2期 3rdED                                            | 2013年 |
| We will survive    | テレビアニメ『ガイストクラッシャー』2ndED                                        | 2014年 |
| REASON             | アニメ『チェインクロニクル』オープニングテーマ                                   | 2014年 |
| Arrive             | アニメ『チェインクロニクル』エンディングテーマ                                   | 2014年 |
| Arrive             | スマートフォンゲーム『チェインクロニクル〜絆の新大陸〜』CMソング                 | 2014年 |

## 課題をクリアできなければ解散
1stシングル・2ndシングル共に発売して1週間後までに、「道」・「クローバー」・「Funny Bunny」の着うたの合計ダウンロード数が合計1万ダウンロード+公式サイトでのメッセージやファンレター・イベントでのメッセージ・ブログコメントの合計が1万件に達しなくては解散が決定してしまう試練が課せられていたが、無事メッセージを獲得した事により、解散するという事態は避けられた。